# Nadia Whittome
Nadia Edith Whittome est une femme politique britannique membre du Parti travailliste. Elle est élue députée pour la circonscription de Nottingham East lors des élections générales de 2019. À 23 ans, elle est la plus jeune députée de la législature et donc le « bébé » de la Chambre des communes.

## Jeunesse
Nadia Whittome est née à Nottingham, en Angleterre, dans une famille ouvrière. Elle a grandi dans le quartier populaire des Meadows au sein d'une famille monoparentale, et fréquente la West Bridgford School, une école publique de la ville. Elle est issue d'une famille politisée : ses grands-parents maternels en Inde étaient membres du Parti communiste d'Inde, et sa mère, qui travaille dans le milieu de la protection sociale et devient avocate après des études de droit tardives, est membre du Parti travailliste mais le quitte en 1995 lorsque Tony Blair renonce au socialisme. Nadia Whittome explique qu'elle s'est impliquée pour la première fois en politique en 2013 en raison des effets de la taxe sur les chambres et de l'austérité sur son quartier.
Elle travaille comme stagiaire parlementaire au cabinet de Pat Glass, ministre d'État pour l'Europe au sein du cabinet fantôme, pendant la campagne du référendum de 2016 sur l'appartenance à l'Union européenne. Elle étudie le droit à l'université de Nottingham après avoir suivi un cours d'accès au Nottingham College. Pendant ses études, elle se présente à l'élection de 2017 du Conseil du comté de Nottinghamshire en tant que candidate du Parti travailliste pour la circonscription de West Bridgford West et termine deuxième, derrière la candidate conservatrice avec 1 393 voix (31,4% des suffrages exprimés),. Elle travaille ensuite sur les crimes haineux chez Communities Inc.
Avant son élection, elle est membre du comité national de deux organisations de gauche favorables au maintien du Royaume-Uni dans l'Union européenne, Another Europe is Possible et Labour for a Socialist Europe,,.

## Carrière parlementaire
Nadia Whittome est sélectionnée comme candidate du Parti travailliste pour Nottingham East le 28 octobre 2019. Elle est élue députée de la circonscription aux élections générales de décembre avec 64,3 % des suffrages exprimés, soit 17 393 voix d'avance sur son adversaire le plus proche. À l'âge de 23 ans, elle est la plus jeune députée élue à ces élections générales et gagne donc le titre officieux de « bébé de la Chambre des communes »,. Le siège est détenu par le Parti travailliste depuis les élections générales de 1992 et était auparavant occupé par Chris Leslie, lui-même ancien bébé de la Chambre et qui a quitté le Parti travailliste en cours de mandat. Nadia Whittome est d'ascendance pendjabi et est également la première personne d'ascendance partiellement non-européenne élue députée à Nottingham.
Peu de temps après son élection, elle annonce qu'elle ne conserverait que l'équivalent du « salaire moyen d'un travailleur », tel que déterminé par l'Office des statistiques nationales, de 35 000 £, et donnerait le reste de son salaire de députée de 79 468 £ à des organisations caritatives locales,.

## Prises de position
Lors de sa première prise de parole à la Chambre des communes, elle insiste sur l'urgence d'une politique économique permettant de combattre le réchauffement climatique, et se présente comme porte-parole des travailleurs exploités, rappelant que de nombreuses personnes sont pauvres bien qu'ayant un travail. Elle se considère comme faisant partie de l'aile gauche du Parti travailliste, s'identifie aux idées du socialisme démocratique, et souhaiterait promouvoir un « New Deal vert » et une augmentation du salaire minimum. Elle soutient les propositions économiques développées par Jeremy Corbyn, chef du Parti travailliste de 2015 à 2020, et pense que la défaite des travaillistes aux élections de 2019 s'explique principalement par le fait que Jeremy Corbyn a été calomnié sans relâche par une large partie de la presse.
Végane, elle tente sans succès en mars 2020 de faire amender un projet de loi sur l'agriculture pour y ajouter une interdiction d'importer du foie gras au Royaume-Uni,,.
Elle dénonce les politiques du gouvernement de Narendra Modi en Inde, estimant que l'Inde n'est « pas un endroit sûr pour les musulmans, les Dalits, d'autres minorités et les opposants politiques ».